# Strict Baptists

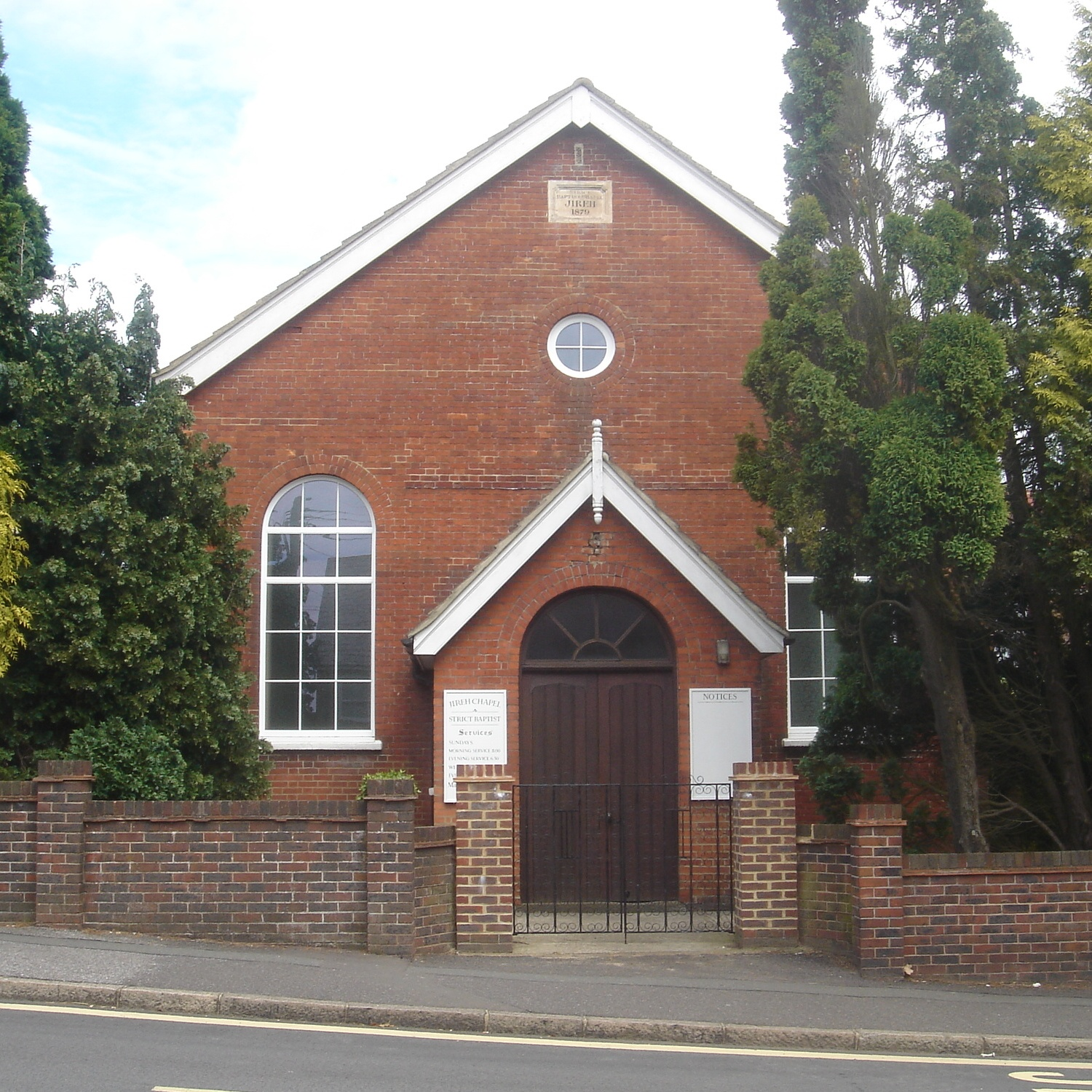
Strict Baptist kapel in Haywards Heath

De Strict Baptists (strikte baptisten) is een vooral in het Verenigd Koninkrijk voorkomend kerkgenootschap dat grote verwantschap vertoont met de bevindelijk gereformeerden in Nederland.

## Omschrijving
De Strict Baptists vormen een zeer kleine kerkelijke groep in de Engelse kerkelijke landschap. In leer, leven en visie op de kerk (Ecclesiologie) willen deze mensen zich volledig richten op het Nieuwe Testament. Hoewel het evangelie (en niet de wet der Tien geboden) wordt beschouwd als leefregel voor de gelovige wordt de zondag door hen in hoge ere gehouden, hoewel men geen bezwaar heeft tegen het gebruik van openbaar vervoer om kerkdiensten te bezoeken. De meeste leden en meelevenden bezitten geen televisie. Vrouwen en meisjes dragen een Hoofdbedekking in de christelijke eredienst. De leden van deze kerken leiden in het algemeen een wat teruggetrokken bestaan. In onderscheid met de bevindelijk gereformeerden in Nederland verwerpen zij de kinderdoop. Een bekende Baptist uit de Engelse kerkgeschiedenis was John Bunyan en hoewel hij nu wordt gezien als 'General' Baptist worden zijn werken door bevindelijk gereformeerden en Strict Baptists nog steeds veel gelezen.
In 1995 hadden de Gospel Standard Strict Baptists circa 6400 gedoopte leden in ruim 100 kerkelijke gemeenten in Groot-Brittannië, waarvan enkele tientallen in het zuiden, in en rond Londen, en verder nog drie gemeenten in de Verenigde Staten en drie in Australië. De minder strenge Grace Baptist Assembly had 10.000 doopleden in 256 kerkelijke gemeenten. Doordat baptisten pas op volwassen leeftijd worden gedoopt is het werkelijk aantal kerkgangers groter dan het aantal gedoople leden. Het aantal leden, bezoekers en Strict Baptist chapels loopt al jaren langzaam terug als gevolg van vergrijzing of verandering van theologische positie.
De aanduiding strict baptist heeft betrekking op een strikte ('restricted') visie op de deelnemers aan het Heilig Avondmaal en verwijst niet in eerste instantie naar een strikte levenswandel of orthodoxe levenshouding: strict wil zeggen dat het Heilig Avondmaal alleen bestemd is voor degenen die op volwassen leeftijd gedoopt zijn nadat zij belijdenis van het geloof gedaan hebben, met lidmaatschap van een Strict Baptist gemeente als secundaire vereiste.
In veel opzichten is er verbondenheid en verwantschap met de Nederlandse bevindelijk gereformeerde kerken en (hoewel men met hen op een aantal theologische punten van mening verschilt) met de Free Presbyterian Church of Scotland.

## Geschiedenis
De geschiedenis van de Gospel Standard Strict Baptists gaat terug tot het begin van de negentiende eeuw, met de prediking van William Gadsby. Voordien waren er geen apart georganiseerde groepen binnen de Baptistenkerken. Het maandblad de The Gospel Standard, wat sterk samenbindend gewerkt heeft, werd voor het eerst uitgegeven in 1835 door zijn zoon John Gadsby. Beiden zagen de noodzaak in van een eigen blad, om ook langs die weg de waarheid te verbreiden, en tevens een tegenwicht te vormen tegen andere uitgaven, zoals de Gospel Herald, die in hun ogen enkele dwalingen bevorderden. Reeds voor 1840 waren J.C. Philpot en J. M'Kenzie als redacteur toegevoegd en dat bleven ze tot hun dood, terwijl John Gadsby zich beperkte tot het drukkerswerk. Na de dood van Philpot nam John Gadsby de gehele uitgave voor zijn rekening tot 1878, toen hij de verantwoordelijkheid overdroeg aan de Gospel Standard Aid and Foor Relief Societies, die de uitgave tot op heden verzorgen.
De Strict Baptist hebben zich verspreid over geheel Engeland, met concentraties in gebieden waar Philpot, Tiptaft (Wiltshire), Gadsby (Lancashire) en Bunyan (Bedfordshire) hebben gewerkt. In de 20e eeuw worden enkele Bethesda Homes opgericht, bejaardenhuizen waarin mensen in eigen kring de laatste levensjaren doorbrengen. Voor andere voorzieningen binnen de eigen kring, zoals scholen is de groep te klein en te wijd verspreid. Van 1971 tot 2015 was Benjamin Ramsbottom hoofdredacteur van de Gospel Standard en één van de voormannen van het informele kerkverband (de gemeenten zijn uit overtuiging onafhankelijk en er zijn geen meerdere vergaderingen of synodes).